# Alvis Car and Engineering Company
A Alvis Car and Engineering Company é uma companhia do Reino Unido fundada em 1919.
Em 1965 a Alvis tornou-se uma subsidiária da Rover, que resultou no fim da sua actividade no domínio da construção automóvel passando-se a dedicar à construção de veículos blindados de combate. A Alvis tornou-se parte da British Leyland e posteriormente em 1982 foi vendida à United Scientific Holding, tornando-se a Alvis plc.

## História
A companhia original, T. G. John and Company, foi fundada em 1919 por Thomas George John.